# Capriccio pour piano et sept instruments à vent
Le Capriccio pour piano (main gauche) et sept instruments à vent sous-titrée défi (en tchèque : Vzdor) est un octuor pour piano, trois trombones, un tuba, un piccolo, deux trompettes de Leoš Janáček.
Composé à l'automne 1926 à l'intention du pianiste tchèque manchot Otakar Hollmann, il est créé le 2 mars 1928 et appartient au répertoire pour piano à la main gauche.

## Historique
L'œuvre aurait été inspirée par la demande du pianiste Otakar Hollmann, qui avait perdu l'usage de sa main droite pendant la Première Guerre mondiale. Lors de leur première rencontre, Janáček refusa d'écrire une telle œuvre, déclarant : « Mais, mon cher garçon, pourquoi voulez-vous jouer d'une seule main ? Il est difficile de danser quand on n'a qu'une jambe. » Janáček est ensuite revenu sur sa décision et a commencé à composer une pièce pour piano pour la main gauche, mais n'a pas informé Hollman de cette composition. Hollman a recontacté Janáček après avoir appris l'existence de l'œuvre dans la presse. Janáček ne lui a pas dédié l'œuvre et ne lui a pas donné le droit de la créer, déclarant : « Je ne peux donner aucune sorte de droits sur la première représentation. Celui qui y parvient peut la jouer. » Cependant, en mai 1927, il envoya la partition au pianiste, et au cours de l'été de la même année, Hollmann commença à étudier la nouvelle composition. La première audition privée de l'œuvre eut lieu le 6 février 1928 dans l'appartement de Janáček à Brno, à la grande satisfaction du compositeur. Les préparatifs de la première du Capriccio ont été menés par le chef d'orchestre Jaroslav Řídký. Janáček observa avec humour que les trombonistes de l'orchestre philharmonique tchèque étaient contraints de répéter leurs parties à la maison.
La première eut lieu le 2 mars 1928 dans la salle Smetana de la Maison municipale à Prague, avec le chef d'orchestre Jaroslav Řídký et sept membres de la Philharmonie tchèque : Václav Máček (flûte), Evžen Šerý et František Trnka (trompettes), Antonín Bok, Jaroslav Šimsa et Gustav Tyl (trombones) et avec Antonín Koula (tuba ténor). 
Janáček a souvent appelé la pièce "Vzdor" (Défi) dans ses lettres à Kamila Stösslová (en).
La première édition du Capriccio a été préparée par Jarmil Burghauser en 1953. Aujourd'hui, il est régulièrement joué lors de concerts et d'enregistrements.

## Structure
La composition se compose de quatre mouvements :
1. Allegro
2. Adagio
3. Allegretto
4. Andante

L'œuvre présente des traits typiques de la période de maturité créative de Janáček. Toutes les parties sont composées dans une forme assez libre, le premier et le dernier mouvement présentant les grandes lignes de la forme sonate. Les éléments de la structure sont répartis entre tous les instruments et, contrairement à d'autres œuvres (comme dans le cas de son Concertino), le piano n'a pas toujours un rôle prépondérant. Le compositeur a donné à tous les instruments la même importance.
Dans l'œuvre, des exigences très inhabituelles sont imposées aux instruments individuels, les parties de cuivres en particulier contenant des passages difficiles.

## Analyse de l'œuvre
1. Allegro : thème au piano sombre et syncopé précède l'entrée des trombones legato. Passage médian vivo avec la trompette puis le tuba. Épisode maestoso précédant une strette.
2. Adagio
3. Allegretto : danse exposée par la trompette bouchée puis le tuba. Le piano instaure un climat onirique avec arpèges, accords décalés et montées en quartes.
4. Finale : andante impressionniste concluant sur une coda grave et sereine en ré bémol majeur.

- Durée d'exécution : vingt minutes.